# Manhuis (Goes)
Het oude manhuis in Goes is een rijksmonument aan de Zusterstraat in Goes. 

Nadat in 1628 in een voormalig klooster aan de Zusterstraat een weeshuis werd geopend, werden in dat weeshuis ook ouden van dagen opgenomen. Zij konden zich voor een flinke som inkopen en moesten zelf een bed met dekens en enkele andere spullen meebrengen, dat bij overlijden vervielen aan het weeshuis. De vermenging van ouderen en kinderen en de vermenging van functies leidden tot moeilijkheden. Daarop werd vanaf 1654 een deel van het ingebracht geld gebruikt voor het bouwen van een apart manhuis. Hiervoor worden aan de Zusterstraat staande huisjes gesloopt. Begin 1656 verrijst er een groot, maar sober, complex. Allen de ingang is voorzien van een fraaie poort, waarop een tekst en twee beeldjes staan. De tekst luidt 
Tot hulp en troost van man en vrouw
Is opgherecht dit nieu gebouw
In ruste ider hier syn tyt
En teynde van syn leve slyt
. De beeldjes stellen een welgestelde man en dito vrouw voor, waarop het manhuis mikte. En die kwamen ook, er moest immers een flinke inkoopsom worden betaald voor een rustige en verzorgde oude dag. 
In later tijd werd het manhuis steeds meer een opvang voor arme bejaarden. Tot 1969 heeft het manhuis  zijn functie als bejaardenhuis behouden.Daarna kwam het in gebruik bij de muziekschool. In 1982-1983 werd het gebouw gerestaureerd, waarna het ROC Zeeland en Luzac College zich er tijdelijk vestigden. In 2020 werd het oude manhuis getransformeerd tot hotel. Begin 2021 opende Boutique Hotel Rijks haar deuren.